# Mohammad Mokhber
Mohammad Mokhber (in persiano محمد مخبر‎; Dezful, 26 giugno 1955) è un politico iraniano, dal 19 maggio al 28 luglio 2024, in seguito alla morte di Ebrahim Raisi, ha ricoperto il ruolo di presidente ad interim.
Mokhber è stato nominato vicepresidente della Repubblica Islamica dell'Iran nell'agosto del 2021, poco dopo l'entrata in carica di Raisi.
In seguito tuttavia alla morte di quest'ultimo, succedutogli nell'incarico, secondo l'articolo 131 della Costituzione dell'Iran, è stato incaricato di adempiere al compito di indire entro 50 giorni nuove elezioni presidenziali, per il tramite di un consiglio composto dallo stesso vicepresidente, dal presidente del parlamento Mohammad Bagher Ghalibaf e dal ministro della giustizia Amin Hossein Rahimi.

## Biografia
È nato a Dezful, nella provincia del Khūzestān, il 26 giugno del 1955. Laureato in ingegneria ha un dottorato di ricerca in diritto internazionale.
È membro del Consiglio per il Discernimento delle Opportunità. È stato ex capo dell'Esecuzione dell'Ordine dell'Imam Khomeini (EIKO), presidente del consiglio di amministrazione della Sina Bank e vice governatore della provincia del Khuzestan.